# Rio Eg
O rio Eg ou Egiin Gol (em mongol:  Эгийн гол; que significa 'rio Eg')  é um importante rio do norte da Mongólia. É afluente, pela margem esquerda, do rio Selenga que corre pela parte setentrional da Mongólia, pelos aymags de Hövsgöl e Bulgan. Tem 475 km de comprimento e drena uma bacia hidrográfica de 49.100 km². O rio Selenga, via rio Angara, forma parte da bacia superior do rio Ienissei.
O Eg é o único emissário do lago Khuvsgul (Khovsgol Nuur), do qual surge na margem meridional, perto da pequena localidade de Hatgal (2796 hab. em 2006). Há várias pontes de madeira perto de Hatgal e no distrito de Tünel, e uma ponte de betão em Erdenebulgan. No aymag de Bulgan há uma ponte entre o distrito de Teshig e o distrito de Khutag-Öndör.
As margens do rio a montante estão cobertas de bosques. No curso médio, o rio divide-se em múltiplos canais, grande parte deles cobertos de salgueiros. A fauna fluvial inclui peixes como o tímalo, a truta, a dourada, entre outros. O rio está congelado a partir de outubro-novembro e até meados ou finais de abril.
Desde o início da década de 1990 que há projetos para construir uma barragem para produzir energia hidroelétrica no rio. Estas tentativas, no entanto, contam como a oposiçaõ de várias comunidades académicas: a arqueológica, devido aos ricos e ainda não explorados sitios arqueológicos da região; e a geológica, já que a zona tem grande vulnerabilidade sísmica. Uma represa também deslocaria setores da população local, já que inundaria campos de pastagem e casas.